# サーラエナジー
サーラエナジー株式会社（Sala Energy Co., Ltd.）は、愛知県豊橋市に本社を置くガス会社である。発祥地である愛知県東三河地方および静岡県遠州地方をエリアとする。
現在のサーラグループの源流となる企業であり、グループ企業は不動産、住宅・リビング事業にも力を入れているのが特徴である。

## 沿革
- 1909年（明治42年）10月 - 豊橋瓦斯株式会社（とよはしガス）を設立。
- 1910年（明治43年）
  - 2月 - 豊橋瓦斯株式会社の営業開始。
  - 5月 - 浜松瓦斯株式会社（はままつガス）を設立。
  - 11月 - 浜松瓦斯株式会社の営業開始。
- 1930年（昭和 5年）12月 - 中遠支社（現：磐田営業所）営業開始。
- 1943年（昭和18年）9月 - 豊橋瓦斯株式会社、浜松瓦斯株式会社が合併し、資本金200万円（うち払込資本金155万円）で中部瓦斯株式会社（ちゅうぶガス）を設立。
- 1945年（昭和20年）
  - 6月 - 戦災（豊橋空襲・浜松空襲）により豊橋、浜松地区供給停止。
  - 8月 - 豊川地区供給不能。
  - 11月 - 豊橋地区供給再開。
- 1961年（昭和36年）
  - 液化ガス部門が独立し、中部液化ガス株式会社を設立（1984年（昭和59年）11月に、商号を「ガステックサービス」と変更）。
  - 8月 - 名古屋証券取引所市場第二部へ上場。
  - 12月 - 浜松東部製造所に油ガス製造設備設置、以降順次各製造所に油ガス製造設備を設置。
- 1964年（昭和39年） - 豊橋、浜松地区の供給熱量を3,600kcal/m3から5,000kcal/m3へ転換。
- 1969年（昭和44年）
  - 8月 - 浜松、磐田間を導管連結し、供給熱量を5,000kcal/m3に転換、磐田製造設備廃止。
  - 9月 - 供給区域を拡大し、豊川市に供給開始。
- 1976年（昭和51年）8月 - 需要家10万戸突破。
- 1986年（昭和61年）8月 - 需要家15万戸突破。
- 1996年（平成8年）8月 - 天然ガスへの熱量変更作業開始。
- 1997年（平成9年）11月 - 需要家20万戸突破。
- 2004年（平成16年）3月 - 天然ガスへの熱量変更作業完了。
- 2008年（平成20年） - 本社を豊橋駅前のココラフロントのサーラタワー内に移転。
- 2015年（平成27年）10月 - 「静浜幹線」開通により、静岡ガスと天然ガスパイプラインが接続。
- 2016年（平成28年）
  - 6月28日 - 上場廃止[3]。
  - 7月1日 - 株式交換によりサーラコーポレーションの完全子会社となる[3]。
- 2019年（令和元年）12月1日 - グループ会社のガステックサービスを吸収合併し、サーラエナジー株式会社に商号を変更。同日、吸収分割によりサーラE&L東三河株式会社、サーラE&L浜松株式会社、サーラE&L名古屋株式会社およびサーラE&L静岡株式会社を設立[4][5][6]。

## 供給エリア
- 愛知県
  - 豊橋市、豊川市[注釈 1]、蒲郡市[注釈 2]、田原市
- 静岡県
  - 浜松市、湖西市、磐田市

## 2015年12月時点の主要株主
| 株主社名                                                                    | 住所                                                             | 所有株式数 | 持株比率 |
| --------------------------------------------------------------------------- | ---------------------------------------------------------------- | ---------- | -------- |
| 株式会社三菱東京UFJ銀行                                                     | 東京都千代田区丸の内2丁目7番1号                                  | 2,196千株  | 4.91%    |
| 三井住友信託銀行株式会社                                                    | 東京都千代田区丸の内1丁目4番1号                                  | 2,196千株  | 4.91%    |
| ガステックサービス株式会社                                                  | 愛知県豊橋市駅前大通1丁目55番地 サーラタワー                     | 2,185千株  | 4.89%    |
| 中部瓦斯従業員持株会                                                        | 愛知県豊橋市駅前大通1丁目55番地 サーラタワー                     | 1,937千株  | 4.33%    |
| 明治安田生命保険相互会社 （（常任代理人）資産管理サービス信託銀行株式会社） | 東京都千代田区丸の内2丁目1番1号 （東京都中央区晴海1丁目8番12号） | 1,870千株  | 4.18%    |
| ヤマサちくわ株式会社                                                        | 豊橋市下地町橋口30番地1                                          | 1,635千株  | 3.66%    |
| 日本生命保険相互会社                                                        | 東京都千代田区丸の内1丁目6番6号                                  | 1,500千株  | 3.35%    |
| 株式会社静岡銀行 （（常任代理人）日本マスタートラスト信託銀行株式会社）     | 静岡市葵区呉服町1丁目10番地 （東京都港区浜松町2丁目11番3号）     | 1,320千株  | 2.95%    |
| 神野吾郎                                                                    | 愛知県豊橋市                                                     | 1,145千株  | 2.56%    |
| 株式会社中部                                                                | 愛知県豊橋市神野新田町字トノ割28番地                             | 1,000千株  | 2.24%    |

- 2015年12月　第94期　有価証券報告書より

## 監督官庁
- 経済産業省における静岡県内の地方支分部局は一般行政については関東経済産業局（関東経済産業局）に属すが、ガス事業については、静岡県の西遠地域（磐田市、湖西市、浜松市（旧周智郡春野町の区域を除く）及び袋井市（磐田郡浅羽町の区域に限る））について、中部ガスの本社所在地などに配慮し、管轄から除外している。（中部ガスの営業エリアはすべて中部経済産業局の管轄となる）。同様のことは電気事業でも行われており、中部電力管内の富士川以西の静岡県は、関東経済産業局から除外され、中部経済産業局の管轄とされ、電力の自由化で中部電力管内という概念が変更されたいまも同様である。

## 広告活動

### CM
- 在名民放テレビでTVCMを放送している。

### その他
- 2007年に中日ドラゴンズ地方遠征試合シリーズのひとつである豊橋市民球場の広告を、東海地方を拠点とするユニーとともに掲示している。また浜松球場のフェンス広告エリアにも掲示している。

## 関連会社
- 株式会社サーラコーポレーション
- サーラE&L東三河株式会社
- サーラE&L浜松株式会社
- サーラE&L名古屋株式会社
- サーラE&L静岡株式会社
- 株式会社ガスリビング中部
- 株式会社ガスリビング浜松西部
- 株式会社ガスリビング浜松北部
- サーラガス磐田株式会社
- サーラeエナジー株式会社
- サーラeパワー株式会社
- 中部ガス不動産株式会社
- サーラスポーツ株式会社
- 株式会社エス・アール・ピー
- サーラ住宅株式会社
- 豊橋ケーブルネットワーク株式会社
- 浜松ケーブルテレビ株式会社